# (200307) 2000 DD55
(200307) 2000 DD55 es un asteroide perteneciente al cinturón de asteroides descubierto el 29 de febrero de 2000 por el equipo del Lincoln Near-Earth Asteroid Research desde el Laboratorio Lincoln, Socorro, Nuevo México, Estados Unidos.

## Designación y nombre
Designado provisionalmente como 2000 DD55.

## Características orbitales
2000 DD55 está situado a una distancia media del Sol de 3,020 ua, pudiendo alejarse hasta 3,454 ua y acercarse hasta 2,586 ua. Su excentricidad es 0,143 y la inclinación orbital 1,465 grados. Emplea 1917,29 días en completar una órbita alrededor del Sol.

## Características físicas
La magnitud absoluta de 2000 DD55 es 15,9. 